# Моши, Магдалена
Магдалена Рут Алекс Моши (суахили Magdalena Ruth Alex Moshi; род. 30 ноября 1990) — танзанийская пловчиха, специалистка по плаванию вольным стилем. Выступала за сборную Танзании по плаванию в период 2007—2016 годов, участница многих крупных международных соревнований, в том числе трёх летних Олимпийских игр.

## Биография
Магдалена Моши родилась 30 ноября 1990 года. Проходила подготовку в Австралии, поступив на медицинский факультет Аделаидского университета. Состояла в местном плавательном клубе Clovercrest, была подопечной тренера Джилл Дойл.
Впервые заявила о себе на взрослом международном уровне в сезоне 2007 года, когда вошла в основной состав танзанийской национальной сборной и побывала на чемпионате мира по водным видам спорта в Мельбурне, где выступила в плавании на 50 метров вольным стилем.
Благодаря череде удачных выступлений привлекла к себе внимание Олимпийского комитета Танзании и удостоилась права защищать честь страны на летних Олимпийских играх 2008 года в Пекине — таким образом стала первой в истории танзанийской пловчихой, сумевшей выступить на Олимпийских играх. В женском плавании на 50 метров вольным стилем показала время 31,37 секунды и не прошла в следующую полуфинальную стадию, разместившись в итоговом протоколе на 77 строке.
В 2010 году выступила на первенстве мира на короткой воде в Дубае, тогда как в 2011 году участвовала в мировом первенстве в Шанхае.
Находясь в числе лидеров плавательной команды Танзании, благополучно прошла отбор на Олимпийские игры 2012 года в Лондоне — на сей раз стартовала в плавании на 100 метров вольным стилем, показала результат 1:05,80 и заняла итоговое 45 место.
После лондонской Олимпиады Моши осталась в основном составе танзанийской национальной сборной и продолжила принимать участие в крупнейших международных соревнованиях. Так, в 2014 году она побывала на Играх Содружества в Глазго, где представляла страну на дистанциях 50 и 100 метров.
В 2015 году выступила на чемпионате мира по водным видам спорта в Казани, так же стартовала здесь в дисциплинах 50 и 100 метров вольным стилем.
Принимала участие в Олимпийских играх 2016 года в Рио-де-Жанейро — в плавании на 50 метров вольным стилем показала время 29,44 секунды и не квалифицировалась в полуфинальную стадию, став в общем зачёте 68-й.
По завершении спортивной карьеры планировала вернуться в Танзанию и работать по специальности в области медицины.